# Kati Kallus

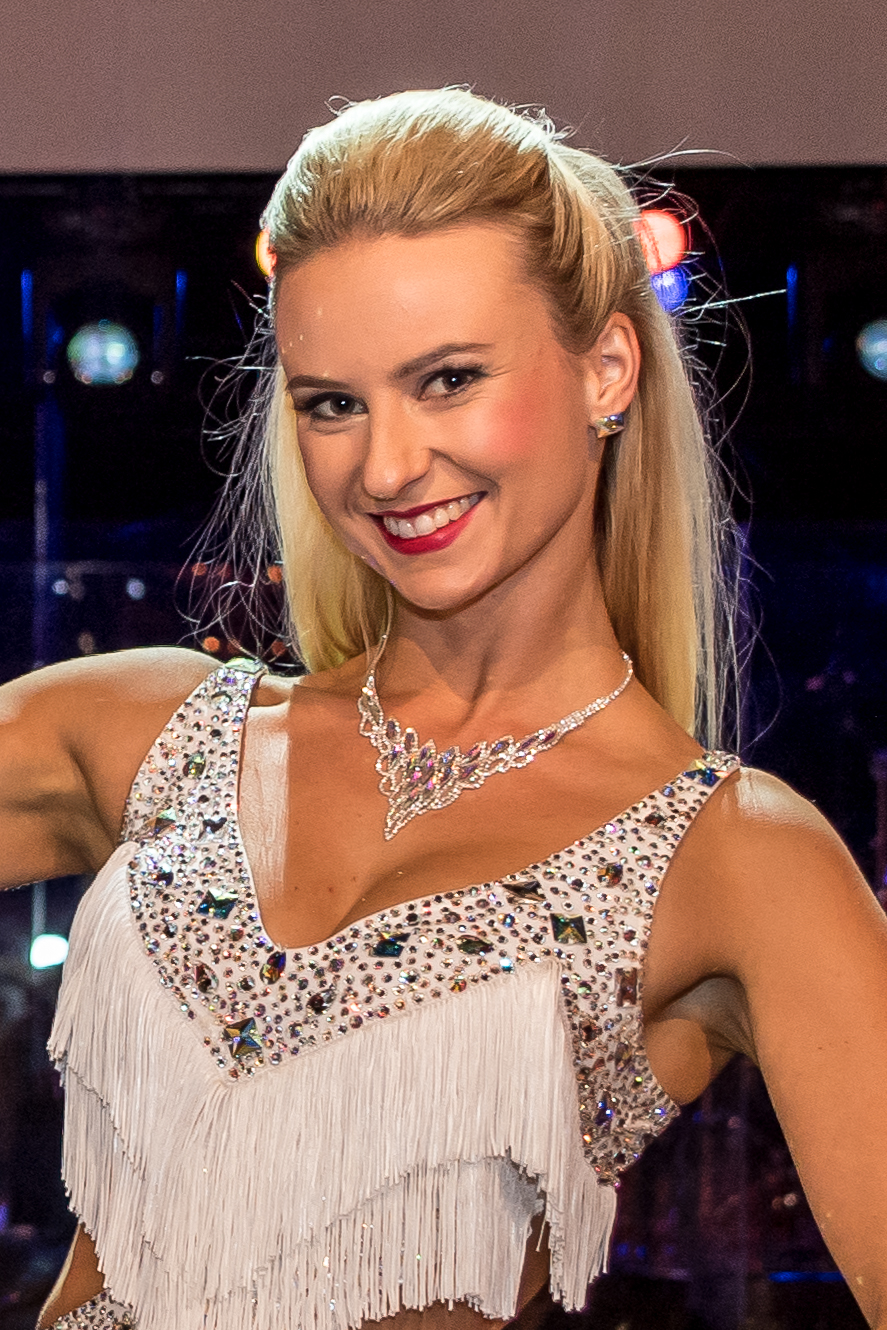
Kati Kallus 2021

Katrin „Kati“ Kallus (* 1992) ist eine in Österreich tätige Profitänzerin.

## Karriere
Nach einer klassischen Ballettausbildung wandte sich Kallus dem Turniertanz zu. Von 2008 bis 2016 tanzte sie mit Michael Kaufmann. Das beste Ergebnis war das Erreichen des Finales (4. Platz - 2014 und 5. Platz - 2015) der Österreichischen Staatsmeisterschaft in den Lateinamerikanischen Tänzen in der Klasse Adult S Latein. 2014 war das Paar Österreichische Meister in der Kür (Latein). International waren Kallus/Kaufmann mehrfach im Finale von WDSF Rising Stars Lateinamerikanische Tänze und haben 2015 u. a. Lukec gewonnen. 2017 bestritt Kallus für Deutschland ein Turnier mit Alexander Karst und erreichte den zweiten Platz (Saarland Championships). Von 2017 bis 2018 war sie mit Christoph Holczik in Österreich registriert. Sie siegten 2018 in der Klasse Latein S bei den Salzburger Landesmeisterschaften und erreichten beim selben Turnier in der Klasse Standard S den zweiten Platz. Im selben Jahr qualifizierten sie sich für das Finale der österreichischen Staatsmeisterschaft Latein (4. Platz) und erreichten den 3. Platz der Österreichischen Staatsmeisterschaft in der Kombination. Im Mai 2018 nahmen sie an den WDSF Europameisterschaften in Debrecen teil (45./63).
Danach wurde sie mit Thomas Glaser 2021 Österreichische Staatsmeisterin in Rock’n’Roll-Akrobatik. Bei der Europameisterschaft Rock’n’Roll Main Class Contact Style erreichte das Paar 2021 den zehnten Platz.
Seit 2021 ist Kallus als Profitänzerin Teil der Tanzshow Dancing Stars bei ORF eins. In der 14. Staffel tanzte sie mit dem Schauspieler Faris Endris Rahoma auf Rang 6, in der 15. Staffel mit Autor Omar Khir Alanam auf Rang 7. 2025 kam sie mit dem Fernsehkoch Andreas Wojta bis ins Viertelfinale und landete auf Platz 5.
Kallus lebt in Graz und ist als Trainerin beim Tanzsportclub UTSC Choice Styria tätig.